# رودریگو ایسگرو
رودریگو ایسگرو (اسپانیایی: Rodrigo Isgro‎؛ زادهٔ ۲۴ مارس ۱۹۹۹) بازیکن راگبی ۷ نفره اهل آرژانتین است.
وی در مسابقات کشوری و بین‌المللی در مجموع برندهٔ ۱ مدال برنز شده‌است.